# Sh2-312
Sh2-312 est une vaste nébuleuse en émission visible dans la constellation de la Boussole.
Elle fait partie d'un très long filament courbé qui recouvre presque entièrement la constellation dans laquelle elle se trouve, s'étendant jusqu'à la constellation de la Machine Pneumatique voisine. Sa faiblesse fait qu'elle ne peut pas être photographiée à l'aide de filtres ou avec des appareils photo à haute sensibilité avec des prises de vue grand angle, en raison de son énorme extension. La meilleure période pour l'observer dans le ciel du soir se situe entre décembre et avril et sa déclinaison méridionale la rend plus facile à observer depuis les régions du sud.
La nature de cet énorme filament a longtemps été débattue. Sa position, sur des coordonnées galactiques coïncidant apparemment avec les bords de la nébuleuse de Gum, a conduit certains scientifiques à croire qu'il pourrait s'agir du mur nord de la grande superbulle qui constitue le corps de cette nébuleuse, également en raison de ses émissions en Hα. D'autres scientifiques notent cependant que ces filaments sont trop éloignés du point d'origine de la nébuleuse, et la vitesse radiale elle-même semble différente : ce scénario a conduit les chercheurs à émettre l'hypothèse qu'il pourrait s'agir plutôt d'un nuage détaché de la nébuleuse de Gum et avec un mouvement différent, dirigé vers notre direction. L'ionisation proviendrait toujours du flux de rayonnement ultraviolet des étoiles ζ Puppis ou γ Velorum.